# Václav Svěrkoš

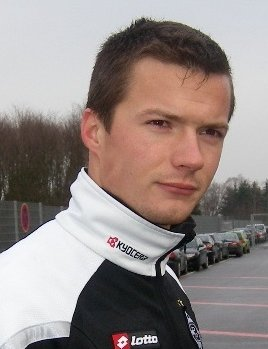
Václav Svěrkoš

Václav Svěrkoš (n. 1 noiembrie 1983, Třinec, Cehoslovacia) este un fotbalist ceh care joacă pentru FC Baník Ostrava și pentru echipa națională a Cehiei. A înscris primul gol al turneului final al Campionatului European de Fotbal din 2008.